# Jemenitisk judendom

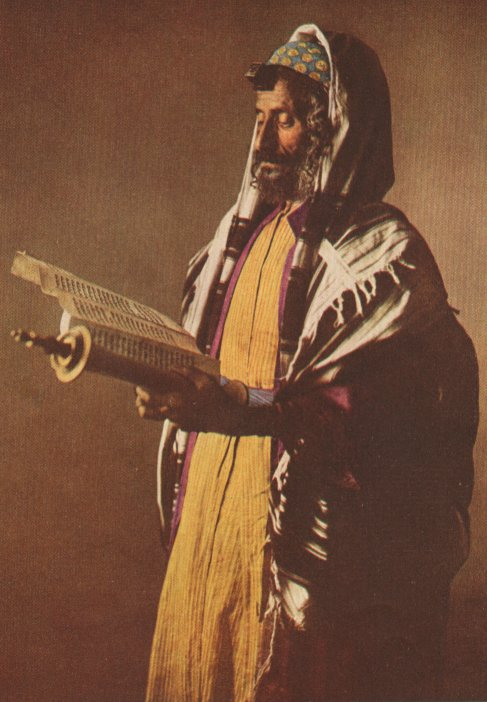
Jemenitisk jude i traditionella kläder.

Jemenitisk judendom eller jemenitiska judar åsyftar judar boende i Jemen eller judar med jemenitiskt ursprung boende i andra länder. Judar fanns i Jemen före islams ankomst till landet. I samband med staten Israels bildande emigrerade större delen av Jemens judar till Israel under en operation som kallades flygande mattan. Mellan juni månad 1949 och september 1950 skedde emigrationen av den judiska befolkningen med hjälp av flygplan. Färre än 10 judar fanns kvar i Jemen 2022. Många äldre personer. Majoriteten jemenitiska judar bosatte sig i Israel eller USA. Idag uppgår antalet jemenitiska judar i Israel till över 360 000 och 150 000 lever i USA. Gruppen talar hebreiska, arabiska och jemenitisk arabiska. Det existerar idag tre grupper inom den jemenitiska judendomen. Inom dessa grupper finns olika uppfattningar om hur jemenitisk tradition uppfattas och omsätts i praxis. 
1. Baladi
2. Shami
3. Maimonister (efterföljare till rabbinen Maimonides)

Jemenitiska judar kände även till rabbinerna Saadia Gaon, Rashi, Kimhi, Nahmanides, Yehudah ha Levy och Isaac Arama. 
Jemenitiska judar har en unik religiös och kulturell tradition som skiljer dem från andra sefardiska judar. Det pågår också en debatt huruvida man numera ska klassificera jemenitiska judar inom den så kallade Mizrahi (östliga) gruppen. Mizrahi grupper har under de senaste århundradena undergått en komplett eller delvis assimilering till sefardisk kultur och religiös liturgi. Bland annat skiljer sig sättet man läser upp Torahn i synagogan, då man har andra melodier.